# Masse effective

Structure de bande générée pour Si, Ge, GaAs et InAs massifs par la méthode '.

La masse effective est une notion utilisée en physique du solide pour l'étude du transport des électrons. Plutôt que de décrire des électrons de masse fixée évoluant dans un potentiel donné, on les décrit comme des électrons libres dont la masse effective varie. Cette masse effective peut-être positive ou négative, supérieure ou inférieure à la masse réelle de l'électron.
La notion de masse effective est notamment utile dans l'étude des semi-conducteurs ou des liquides de Fermi.
La masse effective est définie par le tenseur d'ordre 2 des dérivées secondes de l'énergie {\displaystyle E} par rapport au vecteur d'onde {\displaystyle \mathbf {k} } :
{\displaystyle \left({\frac {1}{m}}\right)_{i,j}={\frac {1}{\hbar ^{2}}}{\frac {\partial ^{2}E}{\partial k_{i}\partial k_{j}}}}
où {\displaystyle \hbar } est la constante de Planck réduite. Pour un électron libre, la masse effective est bien entendu constante et égale à la masse réelle de l'électron. 

## Masse effective de semi-conducteurs communs
| Groupe | Matériau                    | Électron me | Trou mh |
| ------ | --------------------------- | ----------- | ------- |
| IV     | Silicium (Si) (300 K)       | 1,08        | 0,56    |
| IV     | Germanium (Ge)              | 0,55        | 0,37    |
| III-V  | Arséniure de gallium (GaAs) | 0,067       | 0,45    |
| III-V  | Antimoniure d'indium (InSb) | 0,013       | 0,6     |
| II-VI  | Oxyde de zinc (ZnO)         | 0,29        | 1,21    |
| II-VI  | Séléniure de zinc (ZnSe)    | 0,17        | 1,44    |
|        | Oxyde de cuivre(I) (Cu2O)   | 0.92        | 0.36    |